# الفنون الصخرية في منطقة حائل
الفنون الصخرية في منطقة حائل هي منطقة تراث عالمي في منطقة حائل السعودية، وتشمل رسومات جبل أم سنمان في مدينة جبة و"راط والمنجور" في الشويمس، حيث كانت «منطقة جبل أم سنمان» بحيرة قديماً وترك سكانها العديد من النقوش حول حياتهم، أما «راط والمنجور» فكانا واديين وتظهر النقوش فيهما رسوماً لبشرٍ وحيوانات يعود عمرها لعشرة آلاف عام.

## الأهمية التاريخية
تنتشر الرسوم الصخرية في مواقع عدة بمنطقة حائل وهي رسوم منفذة على الواجهات الصخرية بالحز والحفر الغائر.
وتمثل هذه الرسوم مظهرا حضاريا عبر من خلاله سكان منطقة حائل خلال العصور السابقة للتاريخ والعصور التاريخية عن أنشطتهم المعيشية وحياتهم اليومية وممارساتهم الدينية وتفاعلهم مع البيئة.
ومعظم هذه الرسوم ترجع لفترة ما قبل التاريخ وعلى وجه التحديد فترة العصر الحجري الحديث (أربعة عشر ألف سنة قبل العصر الحاضر). وتصور هذه الرسوم أشكالا آدمية تجريدية في أنشطة مختلفة، وأنواع عدة من الحيوانات التي يستخدمها الإنسان أو يصطادها مثل الأبقار الوحشية والوعول والغزلان والنعام والماعز الجبلي، وبعضها صور تجريدية لشخوص آدمية متجاورة تصور احتفالات جماعية أو ممارسات دينية أو معارك حربية ومبارزات ثنائية، يظهر فيها الإيقاع التعبيري والحركة، كما تكثر في هذه الرسوم ممارسات الصيد وصور الحيوانات الوحشية كالأسود والنمور.
كما توجد رسوم عائدة للفترات التاريخية السابقة للإسلام تكثر فيها صور الجمال ووسوم القبائل ومناظر الغزو ومبارزات الأفراد وتجاورها أحيانا كتابات بخط المسند الشمالي، وتعد موضوعات الرسوم التي يدخل فيها الجمل الأكثر انتشارا في رسوم الفترات التاريخية. كما توجد رسوم عائدة للفترة الإسلامية المبكرة ونقوش كتابية بالخط الكوفي بعضها مؤرخ بالقرن الثاني الهجري.
وهذه الرسوم تعكس طبيعة البيئة السائدة في عصرها، فرسوم ما قبل التاريخ تشير إلى أن جبة والشويمس شهدت في تلك الفترة مناخا مطيرا، حيث كانت في جبة بحيرة كبيرة يستوطن حولها الناس، كما كانت الشويمس منطقة أحراش ومراعي حشائش طويلة (سافانا) وذلك قبل التصحر الأخير. وأما رسوم الفترة التاريخية فكانت في وقت عم فيه التصحر، وقد أكدت الدراسات الأثرية في جبة والشويمس هذه التحولات البيئية، بل أن بعض واجهات الرسوم وجدت تحتها طبقات أثرية تركها الإنسان الذي نفذ هذه الرسوم، مما يعد أمرا نادرا في مواقع الرسوم الصخرية.

## التسلسل الزمني
من خلال تتبع التسلسل الزمني للفنون الصخرية، وجد ثلاثة عصور، هي:

### العصر الحجري
كانت النقوش في العصر الحجري الحديث من 12000 إلى 7000 قبل الميلاد، حيث اتّسمتْ تلك الحقبة بوجود التصاوير الآدمية والحيوانية، حيث تم النقش بالأحجام الطبيعية، وكانت الأجسامُ مائلةً مع رسوم لحيوان ثور أو بقرة.

### العصر البرونزي
كانت النقوش في العصر البرونزي من عام 6500 إلى 4500 قبل الميلاد، حيث تغير الأسلوب وصغرت أحجام التصاوير الحيوانية والآدمية، إذ تم العثور على أشكال حيوانات مثلّثة ومخروطيّة، واتّسمت النقوش في ذلك العصر بأنها مصفوفةٌ على هيئة مثلّثات وأدوات حجرية، مثل رؤوس السهام والمكاشط والمخارز والسواطير. اتّسم العصر البرونزي بوجود أنماطٍ جديدة، مثل، طبعات القدم والكفين، ورسوم الإبل، والوضيحي، والريم، والأسود، والكلاب، والذئاب.

### العصر الحديدي
كانت النقوش في العصر الحديد من عام 2500 إلى 1500 قبل الميلاد بالعودية، حيث تم العثور على رموز هندسية بسبب تغيير المناخ من أجواء باردة ممطرة، الى أجواء حارة. حيث أصبح الجمل محور النقوش الصخرية.

## إدراجها كأحد مواقع التراث العالمي
سُجِّل الفن الصخري في منطقة حائل في المملكة العربية السعودية وبالتحديد في منطقة جبة والشويمس من قبل منظمة اليونسكو كأحد مواقع التراث العالمي،  وذلك في الاجتماع الذي عقدته لجنة التراث العالمي في منظمة اليونسكو تحت شعار متحدون مع التراث في دورتها الـ 39، والتي عقدت في مدينة بون في ألمانيا، في الفترة من 28 يونيو حتى 8 يوليو 2015، وقررت لجنة التراث العالمي إدراج 24 موقعًا جديدًا على قائمة التراث العالمي، من ضمنها الفن الصخري في منطقة حائل.

## الفنون الصخرية
تحتوي الرسوم الصخرية في جبة على مجموعة متنوعة من الرسومات الصخرية المميزة، فمنها ما يجسد مناظر حيوانية وبشرية ونباتية ورمزية، وكذلك يحتوي «جبل جبة» ما يقارب 5,431 نقشاً عربياً قديماً (ثمودي).

## الرسوم الآدمية
من خلال متابعة النقوش الآدمية، وجد هناك أكثر من شكل:
- العودية: وهي عبارة عن شكل عودي من خطوط بسيطة، ترمز إلى الأطراف.
- الرؤوس المقنّعة: وهي دائرية الشكل، ويوجد بها عصيّ تشبه الرايات.
- التجريدية: حيث تكون قسمات الوجه مرسومةً بأسلوبٍ تجريدي، أو معدَّلة، مع حفاظها على أوجه الشبه، إمَّا في شكل الجسم، أو الرأس.

## الأسلحة في الرسوم الصخرية
تم العثور على مجموعة النقوش على شكل أسلحة، تم استخدامها من قبل الإنسان في عصور ما قبل التاريخ أو في العصور التاريخية، وهي عبارة عن سهام وأقواس، حيث وجد العديد من المنقوشات على شكل رَجُل، وهو يمسك القوس والسهم، في حالة وقوف.

## رقصة العرضة
عُثِر على نقوش، عبارة عن رقصة العرضة في جهة اليسار من جبال الشويمس، حيث صور الرجال والنساء على شكل أجساد إنسانية وبرؤوس من خيل، تشبه إلى حدٍ كبير رقصة العرضة التي يؤديها الرجال في حائل ونجد عامةً.

## مواقع النقوش والرسومات في حائل
- جبة: تقع على بعد 100 كم بالشمال الغربي من مدينة حائل في السعودية، وتعد واحدة من أكبر و أهم المواقع في المملكة وتتركز هذه الرسوم والنقوش على صخور جبل أم سنمان و صخور التلال المجاورة.
- جانين: تقع على بعد 70 كم إلى الشمال الشرقي من مدينة حائل في السعودية، وتحوي عدد من النقوش الثمودية و نقوش أخرى.
- الشملي: تقع على بعد 180 كم جنوب غرب مدينة حائل، ويحوي الموقع على مجموعة من الرسوم والنقوش الصخرية الثمودية.
- الصبة: تقع على بعد 52 كم عن مدينة حائل ويوجد بها 12 موقعًا أثريًا.
- الغوطة: تقع على بعد 10 كم شمال شرق جبة وهي تلة يحيط بها الرمال من كافة الجهات ويحوي رسوم حيوانية و نقوش ثمودية.
- القاعد: جبل يقع على بعد 35 كم شمال مدينة حائل ويوجد به 8 مواقع أثرية يحوي نقوش ثمودية وبالخط المدني.
- صبحا: تقع على بعد 52 كم شمال شرق مدينة حائل وتحوي نقوش ثمودية و رسوم لأبقار وأسود.
- محجة: تقع على بعد 285 كم غرب مدينة حائل، السعودية وتحوي نقوش ورسوم لجمال وخيول بالحجم الطبيعي بالإضافة إلى نقوش ثمودية و قصائد نبطية تعود للعصور المتأخرة.
- بدائع البادية: تقع على بعد 250 كم من الجنوب الغربي من مدينة حائل في السعودية، ويضم الموقع ثماني مذيلات حجرية بأشكال وأحجام مختلفة.
- جبل هطالة: يقع على بعد 6 كم شمال غرب مدينة موقق وهو جبل ضخم يحيط به عدد من الركامات والدوائر الحجرية.
- قصر الحنية: تقع على بعد 6 كم جنوب غرب مدينة الشملي، حائل وعثر فيها على بقايا قصر متهدم بني من الحجر الأسود البركاني.
- جبل الأسد: يقع على بعد 53 كم وسط قرية سراء جنوب حائل في السعودية، وعثر فيه على رسوم لجمال ووعول وأسود و أشكال آدمية.
- جبل الخرم: يقع على بعد 30 كم إلى الشمال الغربي من مدينة الشملي ويضم عدد من النقوش والرسومات.
- جبل حيران: يقع على بعد 170 كم غرب مدينة حائل وهي مجموعة من الجبال الضخمة المتفرقة تضم بعضها نقوشا ثمودية و رسومًا صخرية لأشكال آدمية و حيوانية بالحجم الطبيعي.
- الحويط: يقع على بعد 285 كم جنوب مدينة حائل، يضم الكثير من الأساسات الحجرية التي يعود بعضها لفترة سابقة للإسلام كما يضم الموقع كثيرًا من الأحجار الصوانية المدون عليها كتابات بالخط المدني.
- فيد: يقع على بعد 110 كم شرق مدينة حائل ويعد من أكبر المحطات على درب زبيدة ويضم وحدات معمارية يعود بعضها لفترات سابقة للإسلام.
- جبل أبي اللقاح: على بعد نحو 15 كم شمال شرقي قرية العظيم ويضم مجموعة من المذيلات والدوائر الحجرية.
- جبل المسمى: على بعد 210 كم غرب مدينة حائل وهو عبارة عن سلسلة جبال بالقرب من أمكنة المياه وتضم بعضًا من الرسوم والنقوش الثمودية.
- المرمى: على بعد نحو 10 كم جنوب قرية الشقيق ويضم بعض الأساسات الحجرية.
- الشقيق: على بعد نحو 100 غرب مدينة حائل و يضم عددًا من الركامات والدوائر الحجرية .
- جبل حبشي: على بعد نحو 7 كم إلى الغرب من قرية العظيم و يضم كثيرًا من الأساسات و الركامات الصخرية.
- مجموعة مواقع المشيطية: على بعد نحو 33 كم شمال مدينة حائل ويضم رسوم صخرية.
- مجموعة مواقع التربية: على بعد نحو 35 كم شمال مدينة حائل ويحوي رسوم ونقوش ثمودية بالإضافة إلى ركامات و دوائر حجرية.
- جبل أركان: على بعد نحو 50 كم جنوب مدينة حائل و يضم بقايا لقصر متهدم من الحجر الأسود البركاني.
- مقدم بزاخة: على بعد نحو 50 كم جنوب مدينة حائل و يضم دوائر حجرية.
- جبل جرقوق: على بعد 15 كم غرب مدينة موقق ويضم 11 ركامًا حجريًا.
- جبل أبرق غوث: على بعد 3 كم شمال مدينة موقق.
- جبل الحويض: على بعد 125 كم شرق مدينة حائل و هو جبل صغير يضم عددًا من الرسوم الآدمية والحيوانية والنقوش الثمودية.
- جبال عرنان: على بعد نحو 230 كم غرب مدينة حائل و هو عبارة عن سلسلة جبال تضم عددًا من النقوش الثمودية.
- ياطب: على بعد 30 كم شرق مدينة حائل.
- المليحية: على بعد 35 كم شرقي مدينة حائل و يحوي مجموعة من الرسوم والنقوش الثمودية.
- قباء (القبة): على بعد 50 كم شرق مدينة حائل و يحوي عدد من النقوش الثمودية.
- طوال النفود: على بعد 45 كم شمال مدينة حائل و اكتشف بها 3 مواقع أثرية منها نقوش ورسوم ثمودية .
- الخطة: على بعد 50 كم جنوب مدينة حائل و يوجد بها ثلاثة مواقع أثرية تحتوي على نقوش ثمودية و رسوم صخرية.
- جلدية: على بعد 60 كم شرق مدينة حائل و يحوي رسوم هندسية الشكل و رسوم حيوانية.
- الحائط: على بعد 250 كم جنوب غرب مدينة حائل و يحوي نقوش صخرية منوعة.

## معرض الصور

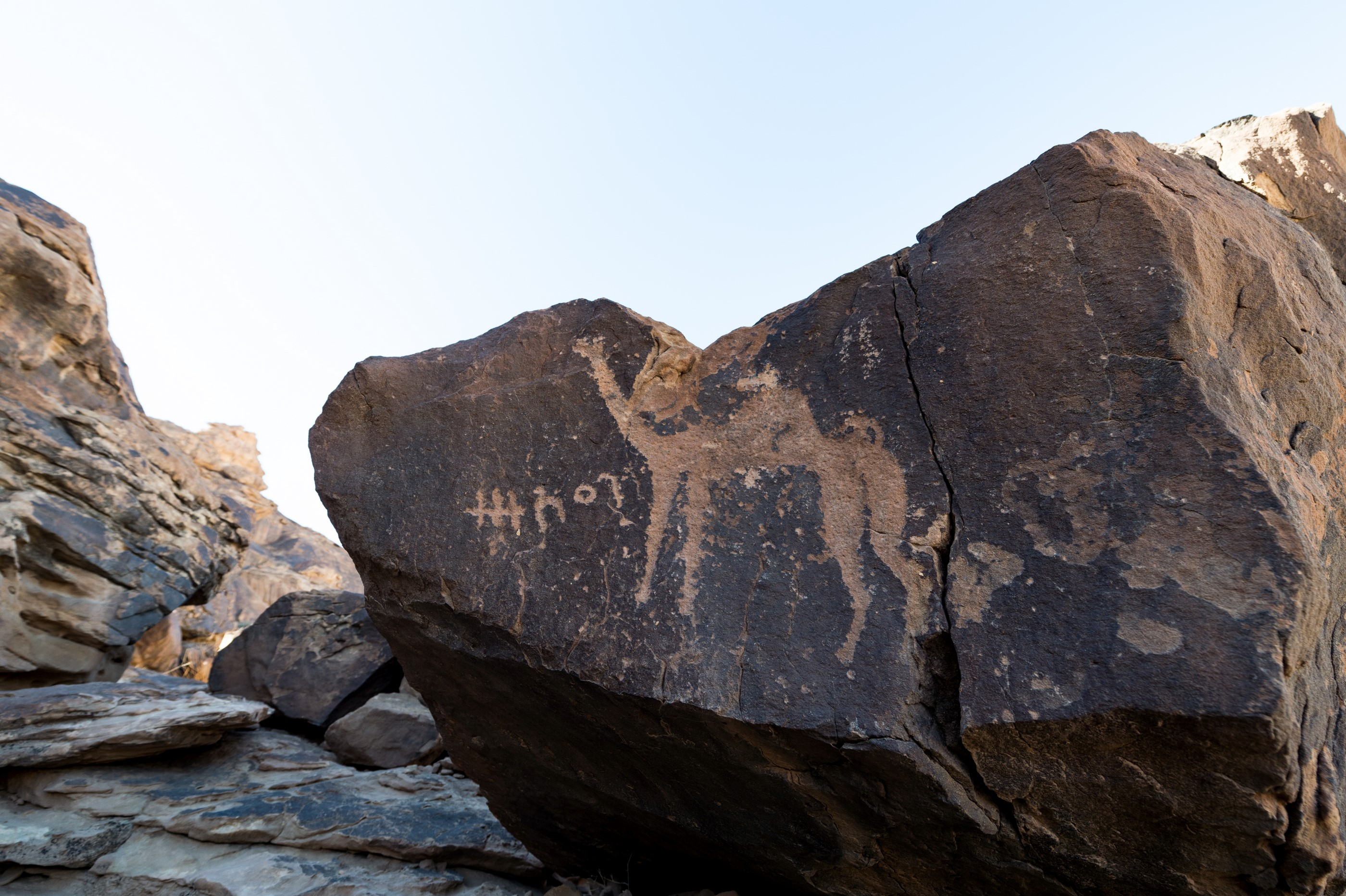
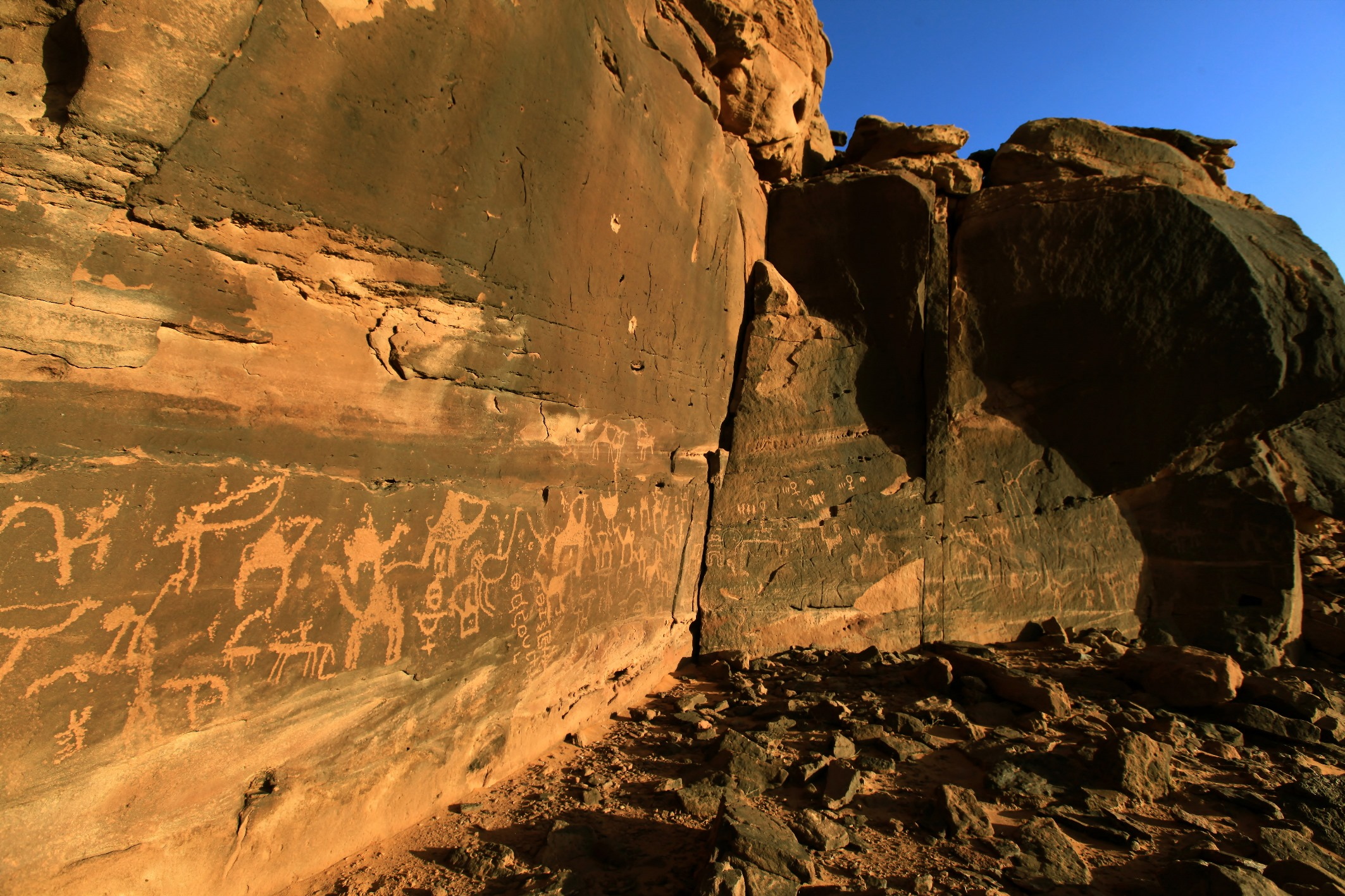
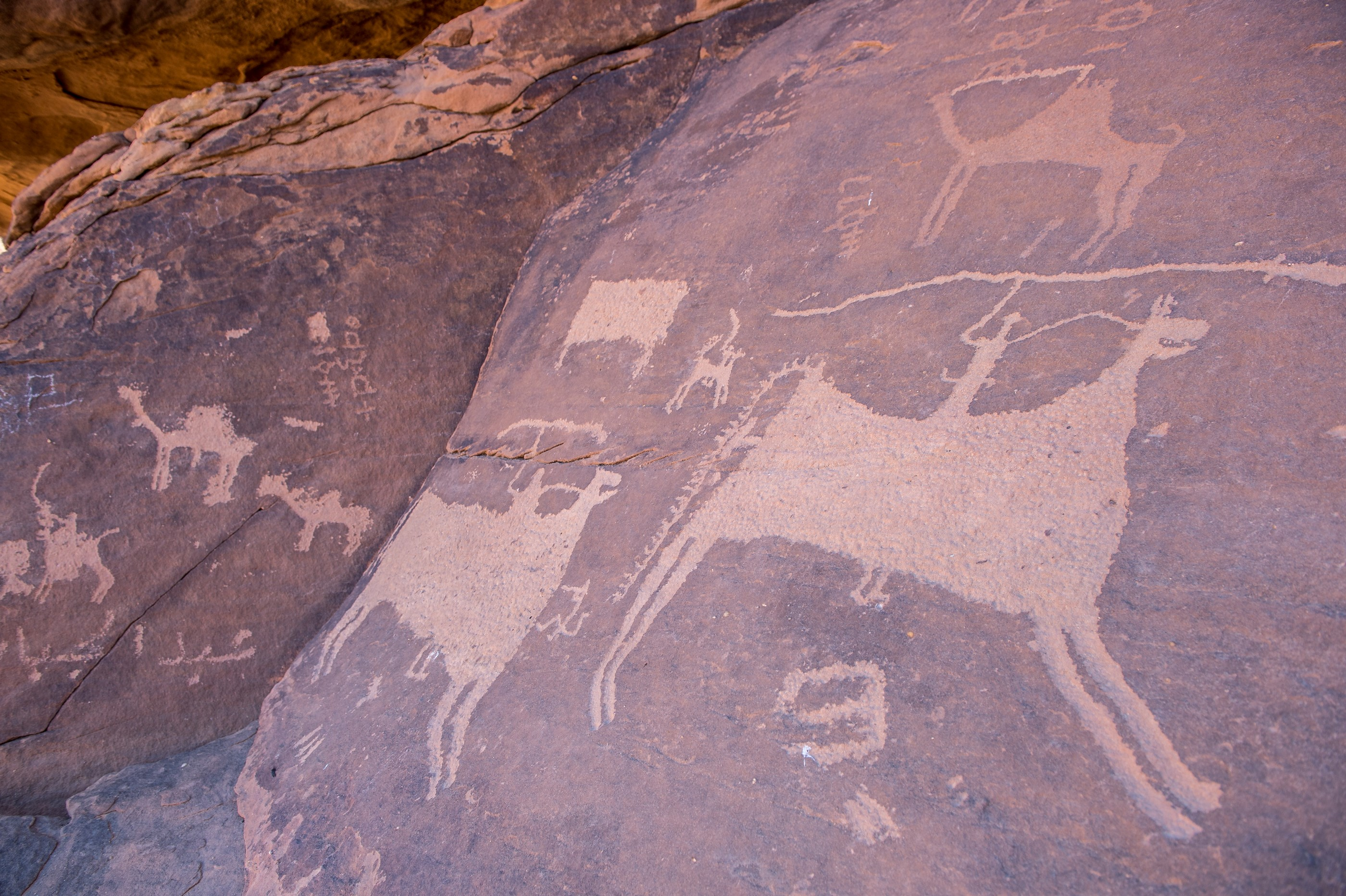
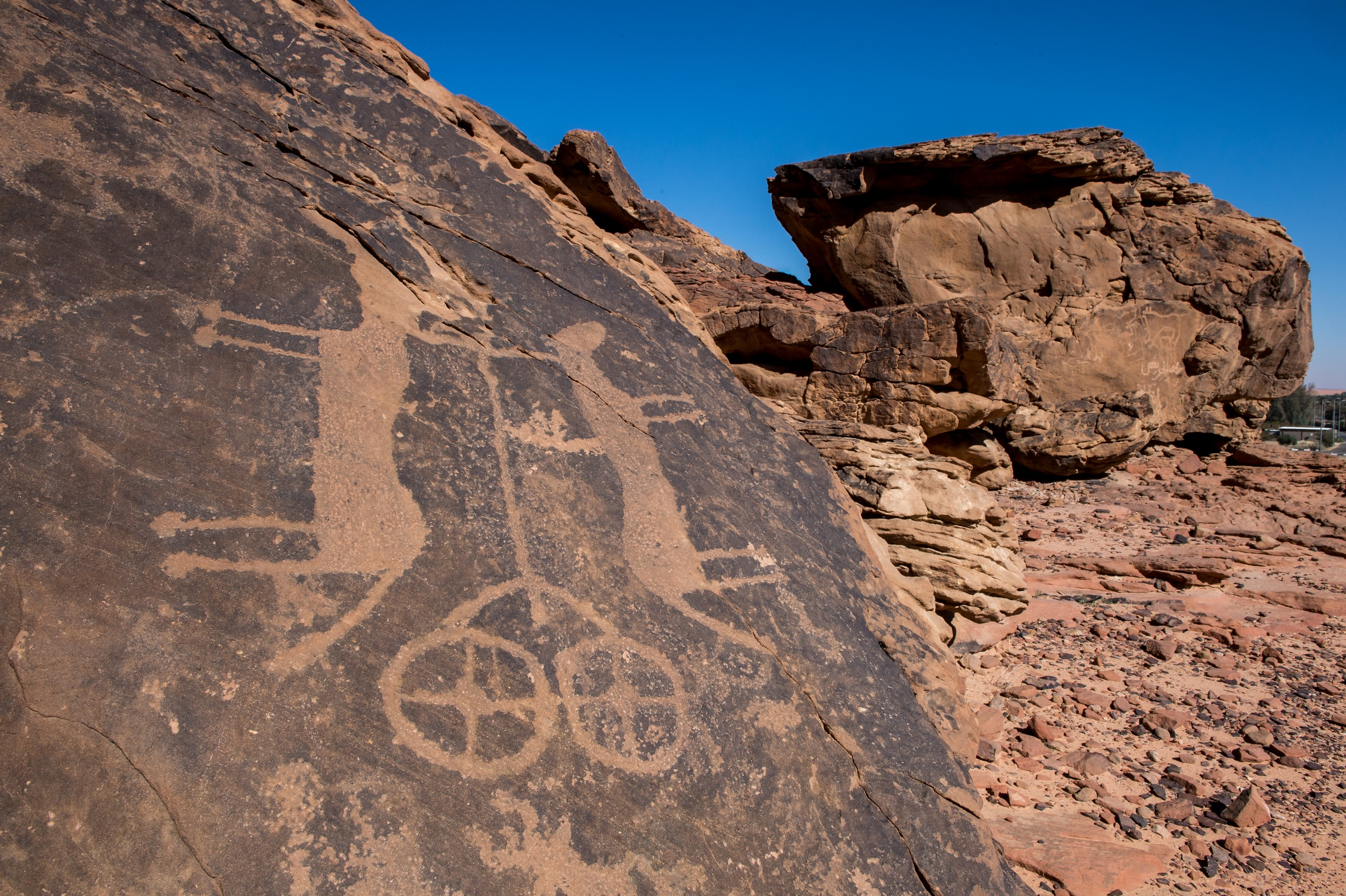

## وصلات خارجية
- الرسوم الصخرية في حائل.
- صور لنثوش ورسوم راط والمنجور.